# Bullet Points
Bullet Points è una miniserie a fumetti scritta da J. Michael Straczynski e disegnata da Tommy Lee Edwards, pubblicata dalla Marvel Comics nel 2007. Bullet Points è un What If e spiega ciò che sarebbe successo se Ben Parker fosse morto prima di poter allevare Peter Parker ed il Dottor Erskine fosse morto un giorno prima di iniettare il siero del supersoldato a Steve Rogers.

## Trama
A causa della morte del Dottor Erskine, Steve Rogers non può offrirsi per il progetto supersoldato. Grazie alla sua caparbietà, Rogers riesce a partecipare ad un altro progetto, chiamato "progetto Iron Man", che installerà in lui un'armatura di ferro equipaggiata con armi. Chi la usa, deve però sacrificare la sua vita, perché il cuore viene collegato con l'armatura, e se Steve morisse, l'armatura esploderebbe. Steve accetta e diventa Iron Man diventando un grandissimo soldato.
Anni dopo, Peter Parker fugge con degli amici da scuola. Utilizzando una vecchia jeep, i tre amici finiscono in mezzo al deserto, dove la Jeep si ferma per mancanza di carburante. Qui, Peter va a cercare del carburante, ma esplode la bomba gamma e lui finisce in ospedale.
Intanto, Reed Richards non parte per il volo che lo avrebbe reso Mister Fantastic perché deve occuparsi di Steve Rogers. Nel frattempo, a causa dei suoi amici che lo fanno arrabbiare, Peter Parker si trasforma in Hulk, causando un infarto a Zia May. Quando se ne rende conto, fugge via. Steve Rogers viene allora incaricato di raggiungere e catturare Hulk.
Reed Richards va nello spazio con i suoi amici, ma il volo non va come previsto e tutti, tranne Reed, muoiono. A causa di ciò Reed, ormai solo, viene incaricato di dirigere lo S.H.I.E.L.D. Steve Rogers, intanto, vestito da Iron Man, raggiunge Hulk e lo affronta. Iron Man viene però ucciso da Hulk. Capendo ciò che è successo, Hulk fugge via e non si fa più rivedere.
Bruce Banner viene morso da un ragno irradiato dall'esplosione gamma che rese Peter Parker Hulk. Ritrovato da Reed Richards, Bruce Banner diventa l'Uomo Ragno. A causa della mancanza di un volontario adatto, Reed Richards applica l'armatura di Iron Man prima a Bucky e poi a Tony Stark.
Galactus minaccia la Terra, e Reed Richards manda un messaggio radio chiedendo a tutti i supereroi di combattere lui e Silver Surfer. Arrivano così eroi e malvagi (in un vignetta si vedono persino Goblin e lo Scorpione) che affrontano Galactus senza riuscire a sconfiggerlo. Arriva però Hulk, che riesce a resistere a Galactus fino alla morte. Silver Surfer rimane commosso dal sacrificio di Hulk non per la Terra, non per l'onore, ma per salvare una persona: Zia May. Silver Surfer allora tradisce Galactus e lo manda via dalla Terra. Le ultime tavole sono per le tombe di Steve Rogers e Peter Parker, morti con onore.

## Differenze dalla continuity ufficiale ed errori
Come ogni What If, Bullet Points contiene sostanziali modifiche degli eventi narrati nella continuity principale dell'universo Marvel (o Terra-616):
- a causa della morte del dottor Erskine, Steve Rogers non è divenuto un super-soldato, ma per poter servire la patria in guerra si offre volontario per indossare l'armatura di Iron Man;
- a causa della morte dello Zio Ben, Peter Parker non è stato cresciuto con il senso della responsabilità che lo contraddistingue su Terra-616; in una fuga da scuola è stato coinvolto in un incidente ed è diventato Hulk;
- a causa di un incidente, tutti gli amici di Reed Richards sono morti e lui è diventato il capo dello S.H.I.E.L.D., perdendo un occhio e assumendo atteggiamenti che ricordano Nick Fury;
- a causa di un ragno irradiato nell'esplosione della bomba-gamma, Bruce Banner è diventato l'Uomo Ragno.

In Bullet Points sono presenti anche alcuni errori:
- non viene spiegato perché Rick Jones non sia transitato per il deserto e perché Bruce Banner, di conseguenza, non sia diventato Hulk;
- non si spiega perché, prima della seconda guerra mondiale, fosse già presente un'armatura Iron Man;
- Mac Gargan, nell'universo classico, è diventato lo Scorpione perché J. Jonah Jameson lo aveva assunto per catturare l'Uomo Ragno, che però in questa realtà è un agente S.H.I.E.L.D.; dunque Jameson non dovrebbe sapere della sua esistenza e lo Scorpione non avrebbe motivo di esistere.